# Den Danske Ordbog
Den Danske Ordbog (auch DDO; dänisch für Das Dänische Wörterbuch; sprich in etwa: [dän 'dänsge 'orbo]; dänisch den „der, die“ – bestimmter Artikel des Utrum Nominativ Singular vor Adjektiven –, danske „dänische“, ord „Wort“ und bog „Buch“) ist ein sechsbändiges Werk, das von 2003 bis 2005 als Erstausgabe in Dänemark erschien und seit 2009 im Web frei zugänglich ist. Es ist das größte moderne dänische Wörterbuch.

## Übersicht
Den Danske Ordbog ist ein eigenständiger Nachfolger des Ordbog over det danske Sprog („Wörterbuch über die dänische Sprache“), das in 28 Bänden von 1918 bis 1956 und 5 Zusatzbänden von 1992 bis 2005 erschien und die dänische Sprache zwischen 1700 und 1955 abdeckt. Den Danske Ordbog umfasst 100.000 Stichwörter der modernen dänischen Sprache seit 1950 und stellt sich so neben den Klassiker. Es behandelt den aktuellen Sprachgebrauch im geschriebenen und gesprochenen Wort.
Den Danske Ordbog gibt Auskunft über Rechtschreibung, Beugung, Sprachgebrauch und Sprachentwicklung, Synonyme, bedeutungsverwandte Wörter und Antonyme, Wortbildungen,  Etymologie, Sprachstil, Zitate, Wortbedeutung und Aussprache der dänischen Wörter.

## Entstehung
Den Danske Ordbog beruht auf einem Textkorpus von etwa vierzigtausend Texten aus Zeitungen, Büchern, Zeitschriften, Radio- und Fernsehsendungen, Broschüren, Werbung, Comics, Briefen, Schularbeiten sowie vielen anderen Quellen, die während des Zeitraums von 1983 bis 1992 erschienen sind. Das Textkorpus hat einen Umfang von etwa 40 Millionen Textwörtern (Tokens). Finanziert wurde die Erarbeitung des Wörterbuchs von der Carlsbergstiftung und dem dänischen Kulturministerium.

## Herausgabe und Vertrieb
Den Danske Ordbog erschien im renommierten Kopenhagener Verlag Gyldendal. Hauptredakteure waren Ebba Hjorth und Kjeld Kristensen von Det Danske Sprog- og Litteraturselskab (DSL; „Gesellschaft für dänische Sprache und Literatur“). Herausgeber ist die DSL.
Seit 2009 steht im Rahmen des DSL-Projektes ordnet.dk eine laufend aktualisierte Version des Wörterbuchs für jedermann im Web zur freien Verfügung.

## Adressaten
Das Werk wendet sich an Schüler, Studenten, Lehrer, Forscher, Journalisten, Sekretäre, Übersetzer, Bibliothekare, Schriftsteller und viele andere. Vom Anspruch her steht es auf Augenhöhe mit dem Großen Wörterbuch der deutschen Sprache von Duden, das gleichermaßen über gesellschaftliche und kulturelle Veränderungen anhand der Sprache aufklärt.
Es ist nicht nur für dänische Muttersprachler interessant, sondern international für Interessierte an dieser skandinavischen Sprache, insbesondere Skandinavisten und Ausländer, die mit der Sprache konfrontiert sind und sich im Spracherwerb perfektionieren wollen, oder aus beruflichen Gründen müssen. So stellt es eine Ergänzung der dänisch-fremdsprachlichen Wörterbücher dar und erschließt die moderne dänische Sprache komplett.